# Stella McCartney
Stella Nina McCartney (London, 1971. szeptember 13.–) angol dívattervező. Szülei az egykori Beatles tag Sir Paul McCartney és annak első felesége, az 1998-ban elhunyt fotográfus és állatvédő Linda McCartney.

## Gyermekkor
Stella McCartney Londonban született, Sir Paul McCartney és Linda McCartney második közös lányaként. A Stella nevet anyai dédszülei után kapta, Linda McCartney mindkét nagyanyját így hívták. Mary nevű nővérén és James nevű öccsén kívül idősebb féltestvérével, Heatherrel nőtt fel, akit Paul McCartney a nevére vett. Kislányként beutazta a világot szüleivel és azok Wings nevű zenekarával. Apja szerint a zenekar nevét (ami magyarul szárnyakat jelent) Stella nehéz születése ihlette. Miközben a műtőben Linda McCartney-n sürgősségi császármetszést végeztek, Paul a folyosón azért imádkozott, hogy a lánya „egy angyal szárnyain szülessen meg”. A Wings 1971-től 1980-ig turnézott.
A hírnév ellenére a McCartney házaspár mindent megtett azért, hogy a gyerekeik olyan körülmények között nőjenek fel, mint bárki más. Stella egy egyszerű, két hálószobás házban nőtt fel, és testvéreivel együtt a helyi állami iskolába járt. Később elmesélte, hogy az állami iskolában rendszeresen zaklatták, és védekezésképpen egy ideig ő maga is terrorizálta az iskolatársait.

## Karrier

### Kezdetek
Stella McCartneyt 12 éves korában kezdte érdekelni a divattervezés, amikor elkészítette élete első dzsekijét. Három évvel később már Christian Lacroix műhelyében gyakornokként annak első kollekcióján dolgozott.
A londoni Central Saint Martins College of Art and Design-ban tanult divattervezést az 1990-es évek elején. Vizsgakollekcióját 1995-ben szupermodell barátnői, többek között Naomi Campbell és Kate Moss mutatták be, a háttérben pedig az apja által az alkalomra komponált Stella May Day című dal szólt. A teljes kollekciót megvette a londoni Tokio butik.
A vegetariánus és állatvédő Stella McCartney nem használ szőrmét vagy bőrt a ruháihoz. Dolgozik viszont egyéb állati eredetű anyagokkal, például gyapjúval és selyemmel.

### Chloé, Gucci, CARE
1997-ben Stella McCartneyt kinevezték a párizsi Chloé divatház vezető tervezőjévé, ahol Karl Lagerfeldet követte ebben a pozícióban. Lagerfeld nem örült a divatház választásának: „A Chloénak nagy nevet kellett volna választania. Ez az ugyan, de a zenében, nem a divatban. Reméljük van olyan tehetséges, mint az apja.” A kezdeti kételyek ellenére McCartney ruhái jó kritikát kaptak és a divatház profitját is alaposan megnövelték.
Stella McCartney kapta a VH1 tévécsatorna és a Vogue magazin közös „Az év divattervezője” díját 2000-ben, amit apja adott át. A köszönőbeszédben Stella a díjat édesanyjának ajánlotta. Ugyanebben az évben esküvői ruhát tervezett Madonna számára.
2001-ben, McCartney otthagyta a Chloé-t, hogy csatlakozzon a Gucci házhoz, amin belül saját luxuscikk-vonalat tervez. A vonal központi üzletei New Yorkban, Londonban és Los Angeles-ben vannak, további üzletekkel Sanghajban, Pekingben, Szingapúrban, Bahreinben, Bengaluruban és Moszkvában.
2007 januárjában Stella McCartney piacra dobta a CARE nevű, 100%-ban természetes eredetű bőrápoló termékcsaládot.

### Együttműködés
2004-ben Stella McCartney tervezte a kosztümöket, amiket Madonna a Re-Invention turné során viselt, illetve Annie Lennox nyári turnéja ruháit is. Ugyanebben az évben jelmezt tervezett Gwyneth Paltrow és Jude Law számára a Sky kapitány és a holnap világa című filmben.
Szintén 2004-ben kezdődött hosszú kapcsolata az Adidas céggel, amely számára „Adidas by Stella McCartney” márkanévvel tervez sportruhákat és táskákat.
Azzal a céllal, hogy szélesebb körben felhívja saját márkájára a figyelmet, és rajongói számára megfizethető ruhákat tervezzen, 2005-ben a H&M üzletláncnak tervezett ruhákat és kiegészítőket. A vonal darabjait gyakorlatilag a boltokba kerülés napján elkapkodták, mivel a ruhák nagyon hasonlítottak Stella luxuskollekciójához.
Újabb hisztérikus vásárlótömeget vonzott az a 42 darabos limitált széria, amit kizárólag az ausztrál Target üzletlánc 100 boltjában lehetett kapni 2007. március 12-től. A teljes kollekció perceken belül elfogyott, miközben a vásárlók kiabáltak, kirakati babákról rángatták le az utolsó darabokat és időnként össze is verekedtek.
2008 februárjában került piacra az új-zélandi Bendon cég számára tervezett fehérneműkollekció, 2008 őszén pedig megjelent az amerikai LeSportsac cég számára készült első táskakollekciója.
McCartney Gary Hume, R. Crumb, Jeff Koons, David Remfry és Ed Ruscha művészekkel is dolgozott közös munkákon.

### Kritika
Stella McCartneyt a kezdetektől sokan kritizálták, és többen utaltak arra, üstökösként ívelő karrierje nagyrészt híres apjának tudható be, illetve annak, hogy a ruháit reklámozó barátnői történetesen egytől egyik szupersztárok. McCartney ezt mindig tagadta, szerinte akkor is híres divattervező vált volna belőle ha az apja nem egy volt Beatle.
Míg a híres apa és szupermodell barátnők valóban segíthettek neki betörni a divat világába, tehetség és üzleti érzék nélkül valószínűleg nem sikerült volna tartósan annak élmezőnyében maradnia.

## Magánélet
Stella McCartney 2003. augusztus 30-án ment férjhez Alasdhair Willishez, egy kiadóvállalat igazgatójához. Esküvői ruháját, melyet Tom Forddal, a Gucci ház vezetőjével együtt tervezett, az a ruha inspirálta, amiben édesanyja 1969-ben Paul McCartneyhoz ment. Az esküvőre meghívták McCartney híres barátait, többek között Gwyneth Paltrowt, Pierce Brosnant és Madonnát.
Négy gyerekük született, két fiuk, Miller Alasdhair James Willis és Beckett Robert Lee Willis 2005-ben és 2008-ban, két lányuk, Bailey Linda Olwyn Willis pedig 2006-ban és 2010-ben Reiley.

## Külső hivatkozások
- Stella McCartney hivatalos weboldala
- Stella McCartney az Internet Movie Database oldalon (angolul)